# Edward Low

A bandeira pirata usada por Low.

Edward "Ned" Low (também grafado Lowe ou Loe; ca. 1690 - ca. 1724) foi um temido pirata inglês durante os últimos dias da Época Dourada da Pirataria, no início do século XVIII.

## Biografia
Nasceu por volta de 1690, na pobreza, em Westminster, em Londres, e tornou-se um ladrão desde menino. Como um homem jovem mudou-se para Boston, Massachusetts, vindo a esposa a falecer de parto em fins de 1719. Dois anos mais tarde (1721) tornou-se um pirata, operando ao largo das costas da Nova Inglaterra e dos Açores, e nas Caraíbas.
Foi um dos homens mais cruéis a comandar um navio pirata. Até os seus próprios homens o descreviam como um maníaco brutal. Sentia um prazer sádico em cortar os narizes, orelhas e lábios das suas vítimas. Também torturou e assassinou tripulações inteiras de navios que apresou.
Dentre as 13 mais famosas Jolly Roger usadas por esses perigosos marinheiros, a do navio de Ned Low trazia um esqueleto vermelho sobre um fundo preto.